# Казимир Флоріан Чарторийський
Казимир Флоріан Чорторийський (пол. Kazimierz Florian Czartoryski, 1617 / бл. 1620 — 15 травня 1674) — український князь, церковний та політичний діяч Речі Посполитої, Примас Королівства Польського і Великого князівства Литовського.

## Життєпис
Народився 1617 року (за іншими даними, близько 1620) в родовому маєтку в Клевані. Походив з магнатської родини князів Чорторийських гербу Погоня. Старший син Миколи-Юрія Чорторийського, воєводи подільського і волинського, і його дружини княжни Ізабели Корецької.
Казимир Флоріан навчатися розпочав удома. Пізніше батьки віддали його на навчання до Луцького колегіуму. Після здобуття освіти в колегіумі, продовжив навчання у Римі, де 1640 року здобув докторський ступінь з теології і відразу був рукоположений в сан священника християнського чернечого ордену католицької Церкви Товариство Ісуса (єзуїти).
Після повернення з Риму у 1641 році привіз до Клевані мощі святого Боніфатія. Згодом був призначений секретарем польського короля Владислава IV Вази. 1651 року К. Ф. Чорторийський отримав сан єпископа Познанського, а 1655 року став єпископом Куявським.
З 1661 року єпископ Куявський Казимир Флоріан Чорторийський підтримував проєкти польської королеви Марії Луїзи Гонзаги щодо обрання нового короля за життя колишнього (принцип vivente rege).
31 серпня 1666 року під час рокоша Чорторийський намагався примирити конфедератів з польською короною і таки домігся укладання перемир'я в Ленгоніце. 1672 року під час політичної кризи єпископ К. Ф. Чорторийський виступав посередником між ворогуючими таборами, захищаючи інтереси польського короля Михайла Корибута Вишневецького.
15 квітня 1673 року, після смерті примаса Миколая Пражмовського, К. Ф. Чорторийський, отримавши підтримку короля Михайла Вишневецького, здобув сан Ґнєзненського архієпископа і польського примаса. У 1674 році Папа римський Климент X офіційно затвердив його в званні примасу Польщі.
З листопада 1673 року, після смерті польського короля Михайла Корибута Вишневецького, примас Чорторийський став інтеррексом Речі Посполитої (тимчасовим главою в період «безкоролів'я»).
Помер у травні 1674 року. Згідно із заповітом поховали Казимира Флоріана Чорторийського в костелі єзуїтів у Варшаві.